# Karl Zetzsche (Parteifunktionär)
Karl Zetzsche (* 16. September 1894; † nach 1944) war ein deutscher Parteifunktionär (NSDAP).

## Leben
Zetzsche wurde frühzeitig Mitglied der NSDAP im Gau Sachsen, in der er im Oktober 1934 zum Kreisleiter von Marienberg im Erzgebirge aufstieg. Seinen Dienstsitz hatte er in der Poststraße 6 (Sitz der späteren SED-Kreisleitung).
Im April 1935 ernannte ihn Martin Mutschmann in Ausführung der Deutschen Gemeindeordnung zum Beauftragten der NSDAP für den Kreis Marienberg. Als solcher gehörte er zu den Organisatoren der erzgebirgischen Regionalausstellung Grenzlandschaffen in Olbernhau.
Er war außerdem Unterbezirksleiter für Ehrenfriedersdorf.
Von 1942 bis 1945 war Zetzsche NSDAP-Kreisleiter von Aue.